# سلسلة نقل الإلكترون

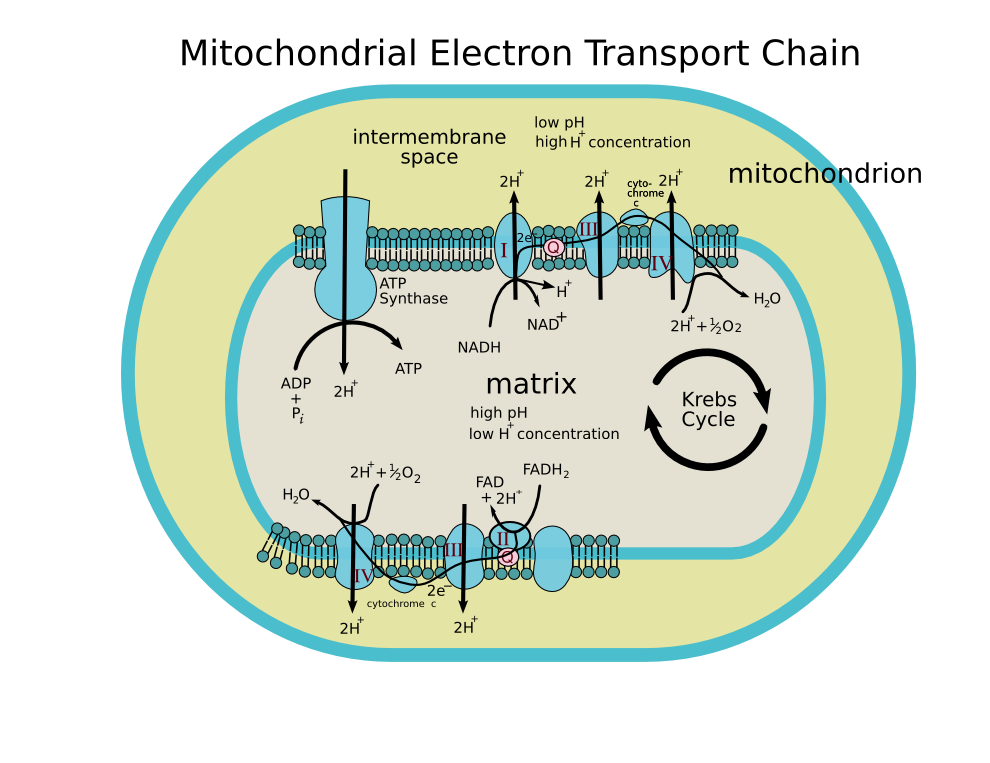
The Electron Transport Chain. سلسلة نقل الإلكترون في متقدرة خلية حية، بغرض تكوين جزيئات أدينوسين ثلاثي الفوسفات ATP. لهذا تسمى المتقدرات "بطاريات الخلية".

Photosynthetic electron transport chain of the thylakoid membrane.

سلسلة نقل الإلكترون أو ناقل الإلكترونات (بالإنجليزية:electron transport chain) هي العملية الخلوية التي تترافق مع الحوامل الإلكترونية electron carrier (أيونات) مثل جزيء NADH وثنائي نيوكليوتيد الفلافين والأدينين إضافة لتفاعلات كيميائية حيوية وسيطة تقوم بانتاج نهائي للأدينوزين الثلاثي الفوسفات (ATP), وهو عُملة الطاقة الأساسية للحياة في المتعضيات. يوجد فقط مصدرين للطاقة في المتعضيات الحية : تفاعلات أكسدة-إختزال redox) يشترك فيها الأكسجين بالنسبة إلى مملكة الحيوان ؛ أو تشترك أشعة الشمس وطاقتها ( في عملية التخليق الضوئي photosynthesis) في النباتات.
المتعضيات التي تستخدم تفاعلات الأكسدة -اختزال لتنتج (ATP) تدعى كيميائية التغذية chemotroph. اما المتعضيات التي تعتمد على ضوء الشمس فتدعى ضوئية التغذية phototroph وهي خاصة بالنبات، حيث تنتج سكر ونشا وزيوت وبروتينات. كلا النوعين يستخدمان سلسلة نقل الإلكترون لتحويل الطاقة إلى آ.تي.بي ATP (أدينوسين ثلاثي الفوسفات) . يتم هذا عن طريق عملية ثلاثية الخطوات :

## وصلات خارجية
- Electron+Transport+Chain+Complex+Proteins في المكتبة الوطنية الأمريكية للطب نظام فهرسة المواضيع الطبية (MeSH).

- قاعدة بيانات توجهات البروتينات في الأغشية families/superfamily-3 - Complexes with cytochrome b-like domains
- قاعدة بيانات توجهات البروتينات في الأغشية families/superfamily-4 - Bacterial and mitochondrial cytochrome c oxidases
- قاعدة بيانات توجهات البروتينات في الأغشية families/superfamily-2 - Photosynthetic reaction centers and photosystems
- قاعدة بيانات توجهات البروتينات في الأغشية families/superfamily-78 - Cytochrome c family
- قاعدة بيانات توجهات البروتينات في الأغشية families/superfamily-101 - Cupredoxins
- قاعدة بيانات توجهات البروتينات في الأغشية protein/pdbid-1e6e - Adrenodoxin reductase
- قاعدة بيانات توجهات البروتينات في الأغشية families/superfamily-130 - Electron transfer flavoproteins